# Huehueteotl

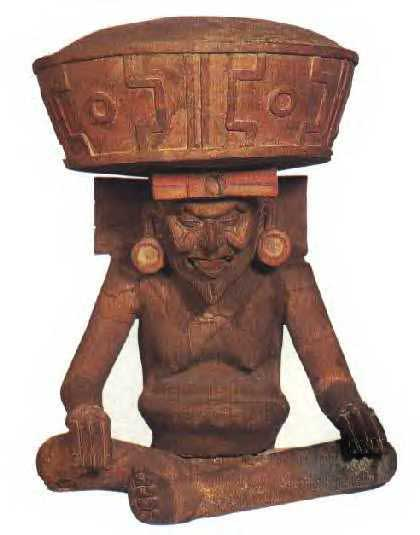
Huehueteotl, Tijuana, Mexic

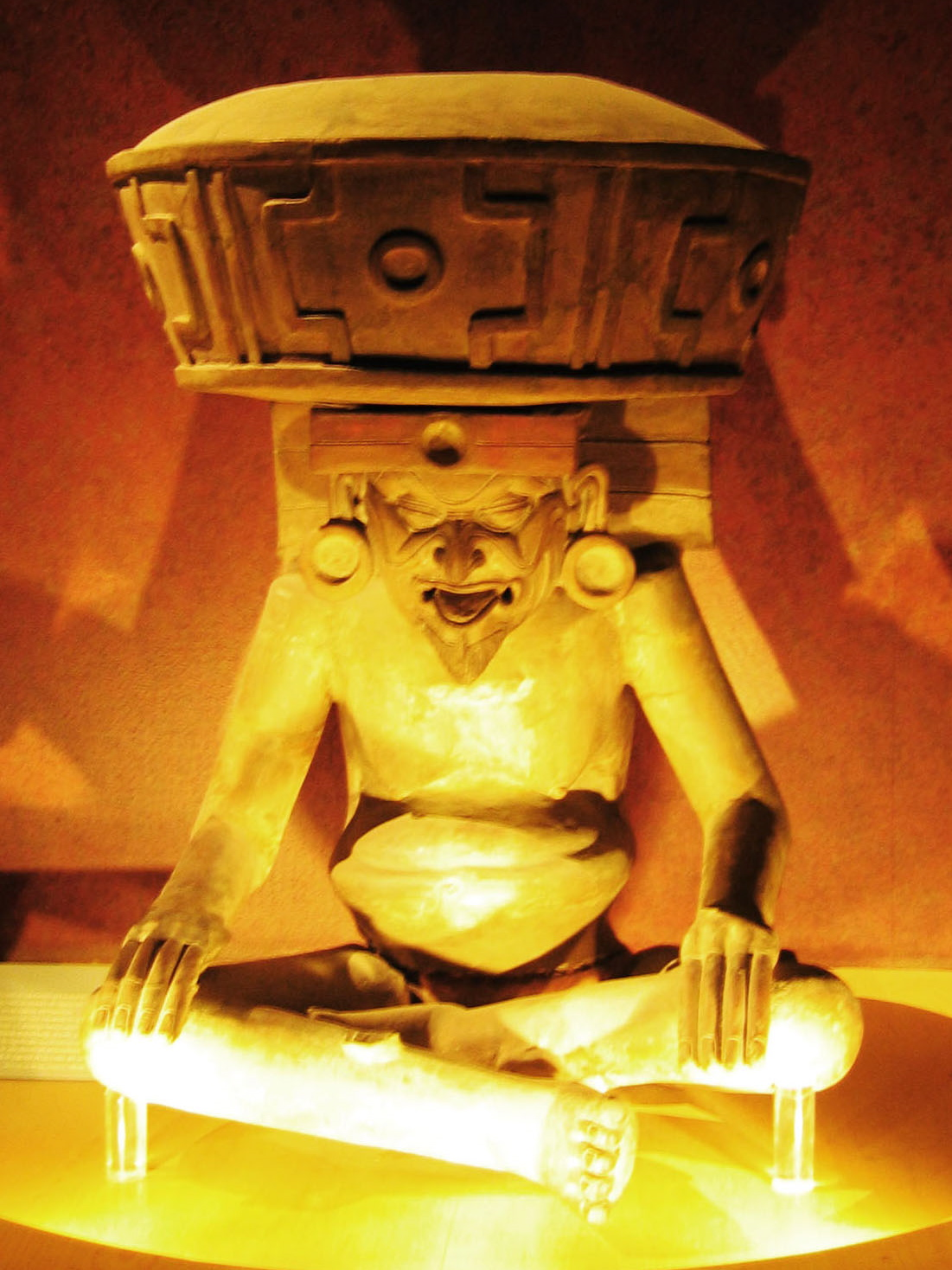
Huehueteotl

Huehueteotl (/ˌweɪweɪˈteɪoʊtəl/; în limba nahuatl: zeul bătrân; cel mai în vârstă zeu) este o zeitate mezoamericană care figurează în panteonul culturilor pre-columbiene, în special în mitologia aztecă și altele din regiunea central-mexicană. El este, de asemenea, uneori numit Ueueteotl. Deși cunoscut mai ales în culturile din această regiune, imagini și iconografia ilustrând zeul Huehueteotl au fost găsite și în alte situri arheologice din Mezoamerica, cum ar fi în regiunea Golfului, Mexicul de Vest, situri protoclasice pe înălțimile din Guatemala, cum ar fi Kaminaljuyú, și situri postclasice târzii din nordul Peninsulei Yucatan. 
Huehueteotl este adesea considerat a se suprapune cu, sau poate fi un alt aspect al unei zeități aztece central-mexicane, asociată cu focul, Xiuhtecuhtli. În special, Codex florentino identifică Huehueteotl ca un epitet alternativ pentru Xiutecuhtli și, în consecință, că zeitatea este uneori menționată ca Xiutecuhtli-Huehueteotl.